# Jón-tenger

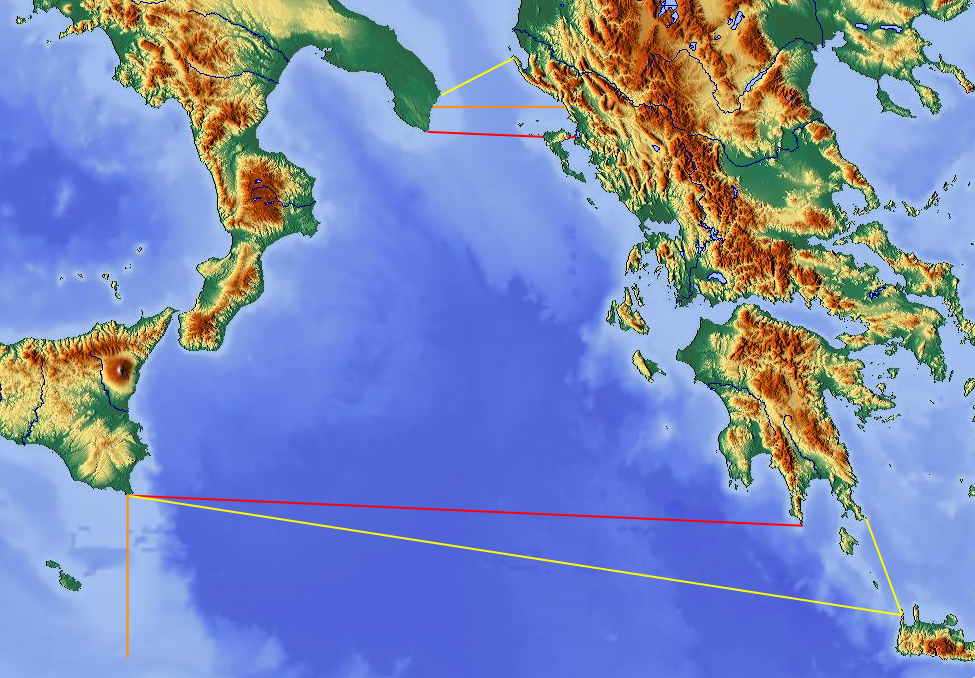
A Jón-tenger határai: sárga. hagyományos határ, narancsszín az Olasz Meteorológiai Szolgálat, piros a Nemzetközi Hidrográfiai Szervezet szerint

A Jón-tenger (olaszul Mare Ionio, görögül Ιόνιο Πέλαγος [Jónio Pélagosz], albánul Deti Jon, latinul Mare Ionium) a Földközi-tenger peremtengere, az Adriai-tenger déli előtengere Olaszország (Szicília, Calabria, Salentói-félsziget) és Albánia délnyugati, illetve Görögország nyugati partjai között. Területe mintegy 575 000 km². Átlagos mélysége 3000 méter, de délkeleti peremén található a Földközi-tenger legmélyebb pontja, a Hérodotosz-hasadék (5121 méter) is. Vizének középhőmérséklete januárban 15 °C, júliusban 25 °C, sótartalma eléri a 37‰-et. Uralkodó áramlatai kelet–nyugati irányúak, az árapály nem jelentős.
Északról az Otrantói-szoros, dél felől a Szicília és a Peloponnészosz-félsziget legdélebbi pontjait összekötő vonal határolja. Nyugati, olaszországi partvidékét néhány nagyobb öböl tagolja (Tarantói-öböl, Squillacei-öböl). Az Appennini-félsziget és Szicília közötti, 3,5 kilométer széles Messinai-szoros köti össze a Tirrén-tengerrel. Keleten, a szárazföld közelében szigetek sorakoznak: Albániánál Sazan, ettől délre a Görögországhoz tartozó Jón-szigetek (Korfu, Paxí, Lefkáda, Itháki, Kefaloniá, Zákinthosz), valamint több kisebb sziget (Sztrofádesz-szigetek, Szfaktiría, Szapiéndza, Szhíza). A görög partvonalat a szárazföldbe mélyen benyúló, hosszúkás öblök jellemzik (Amvrakíai-öböl, Pátrai-öböl, Korinthoszi-öböl). Főbb kikötői Olaszországban Siracusa, Augusta, Catania, Taranto, Albániában Saranda, Görögországban Kérkira (Korfu), Igumenítsza, Párga, Fiszkárdo, Pátra, Methóni. A Jón-tenger középső és déli területei egybeesnek a Földközi-tenger szeizmológiai értelemben egyik legaktívabb részmedencéje, a több litoszféralemez találkozásánál lévő Jón-medence északi részével.
Egyes feltételezések szerint a Jón-tenger nevét Zeusz egyik szeretőjéről, Ió királylányról kapta, egy másik hagyomány szerint a névadó egy illír királyfi, egyes változatokban Adriasz, más verziókban Dürrhakhosz király fia, bizonyos Ioniosz lehetett.